# EHF Champions League 1995-96 (mænd)
EHF Champions League 1995-96 for mænd var den tredje EHF Champions League-turnering for mænd. Turneringen blev arrangeret af European Handball Federation og havde deltagelse af 35 hold. Holdene spillede først tre cup-runder (1/32-, 1/16- og 1/8-finaler). De otte vindere af 1/8-finalerne gik videre til et gruppespil, der bestod af to grupper med fire hold, hvorfra de to gruppevindere gik videre til Champions League-finalen.
Turneringen blev vundet af FC Barcelona fra Spanien, som i finalen over to kampe samlet vandt 46-38 over de forsvarende mestre Elgorriaga Bidasoa. Det danske mesterhold, GOG, repræsenterede Danmark i turneringen og formåede at kvalificere sig til gruppespillet, hvor holdet endte på fjerdepladsen i gruppe B.

## Resultater

### 1/32-finaler
| Dato    | Dato    | Hjemmehold i 1. kamp | Hjemmehold i 2. kamp | Resultat | Resultat | Resultat |
| 1. kamp | 2. kamp | Hjemmehold i 1. kamp | Hjemmehold i 2. kamp | 1. kamp  | 2. kamp  | Samlet   |
| ------- | ------- | -------------------- | -------------------- | -------- | -------- | -------- |
| 9.9.    | 10.9.   | Partizan Beograd     | Agro VTJ Topolcany   | 28-22    | 30-19    | 58–41    |
| 3.9.    | 9.9.    | Dinamo Bucuresti     | Borec Titov Veles    | 26-18    | 18-27    | 44–45    |
| 3.9.    | 10.9.   | HC Kehra Tallinn     | GTU Tbilisi          | 23-25    | 21-35    | 44–60    |

### 1/16-finaler
| Dato    | Dato    | Hjemmehold i 1. kamp  | Hjemmehold i 2. kamp  | Resultat | Resultat | Resultat |
| 1. kamp | 2. kamp | Hjemmehold i 1. kamp  | Hjemmehold i 2. kamp  | 1. kamp  | 2. kamp  | Samlet   |
| ------- | ------- | --------------------- | --------------------- | -------- | -------- | -------- |
| 13.10.  | 15.10.  | ABC Braga             | Hapoel Rishon Le Zion | 34-17    | 30-22    | 64–39    |
| 14.10.  | 7.10.   | Fotex Veszprém SE     | HC Berchem            | 31-20    | 36-13    | 67–33    |
| 7.10.   | 14.10.  | Croatia Banka Zagreb  | Cankaya Bel. Ankara   | 28-18    | 25-26    | 53–44    |
| 8.10.   | 14.10.  | GOG                   | Partizan Beograd      | 34-21    | 18-26    | 52–47    |
| 12.10.  | 14.10.  | FC Barcelona          | GTU Tbilisi           | 40-19    | 30-20    | 70–39    |
| 8.10.   | 15.10.  | Montpellier HB        | Dukla Praha           | 25-24    | 24-19    | 49–43    |
| 13.10.  | 15.10.  | Elgorriaga Bidasoa    | Borec Titov Veles     | 25-20    | 25-15    | 50–35    |
| 7.10.   | 14.10.  | THW Kiel              | Initia HC Hasselt     | 27-13    | 18-17    | 45–30    |
| 7.10.   | 8.10.   | Celje Pivovarva Lasko | HC Lyulin Sofia       | 38-16    | 35-16    | 73–32    |
| 8.10.   | 15.10.  | Filippos Verias       | ZTR Zaporozhye        | 23-19    | 19-30    | 42–49    |
| 7.10.   | 14.10.  | SKA Minsk             | BK 46 Karis           | 34-24    | 27-22    | 61–46    |
| 6.10.   | 7.10.   | Valur Reykjavik       | CSKA Moskva           | 23-23    | 21-20    | 44–43    |
| 7.10.   | 14.10.  | ASKÖ Linde Linz       | Petrochemia Plock     | 29-18    | 18-25    | 47–43    |
| 8.10.   | 15.10.  | Granitas Kaunas       | ID Runar Sandefjord   | 29-19    | 24-26    | 53–45    |
| 8.10.   | 14.10.  | Principe Trieste      | Thrifty Aalsmeer      | 26-18    | 29-25    | 55–43    |
| 7.10.   | 15.10.  | Pfadi Winterthur      | Redbergslids IK       | 24-16    | 18-26    | 42–42    |

### 1/8-finaler
| Dato    | Dato    | Hjemmehold i 1. kamp  | Hjemmehold i 2. kamp | Resultat | Resultat | Resultat |
| 1. kamp | 2. kamp | Hjemmehold i 1. kamp  | Hjemmehold i 2. kamp | 1. kamp  | 2. kamp  | Samlet   |
| ------- | ------- | --------------------- | -------------------- | -------- | -------- | -------- |
| 11.11.  | 19.11.  | SKA Minsk             | GOG                  | 26-23    | 21-28    | 47–51    |
| 12.11.  | 19.11.  | ZTR Zaporozhye        | Elgorriaga Bidasoa   | 15-19    | 17-24    | 32–43    |
| 17.11.  | 19.11.  | Granitas Kaunas       | THW Kiel             | 21-26    | 21-24    | 42–50    |
| 11.11.  | 18.11.  | ASKÖ Linde Linz       | FC Barcelona         | 30-27    | 17-35    | 47–62    |
| 11.11.  | 18.11.  | Celje Pivovarva Lasko | Croatia Banka Zagreb | 25-21    | 20-25    | 45–46    |
| 11.11.  | 18.11.  | Pfadi Winterthur      | Montpellier HB       | 27-23    | 26-23    | 53–46    |
| 11.11.  | 18.11.  | Valur Reykjavik       | ABC Braga            | 25-23    | 25-29    | 50–52    |
| 11.11.  | 18.11.  | Principe Trieste      | Fotex Veszprém SE    | 22-23    | 16-21    | 38–44    |

### Gruppespil

#### Gruppe A
| Dato  | Kamp                                   | Res.  |
| ----- | -------------------------------------- | ----- |
| 16.1. | Fotex Veszprém SE - Elgorriaga Bidasoa | 28-29 |
| 17.1. | ABC Braga - THW Kiel                   | 22-26 |
| 24.1. | THW Kiel - Fotex Veszprém SE           | 28-25 |
| 24.1. | Elgorriaga Bidasoa - ABC Braga         | 27-16 |
| 7.2.  | Elgorriaga Bidasoa - THW Kiel          | 30-27 |
| 8.2.  | ABC Braga - Fotex Veszprém SE          | 27-24 |
| 13.2. | Fotex Veszprém SE - THW Kiel           | 23-21 |
| 14.2. | ABC Braga - Elgorriaga Bidasoa         | 18-27 |
| 19.3. | THW Kiel - ABC Braga                   | 25-26 |
| 20.3. | Elgorriaga Bidasoa - Fotex Veszprém SE | 19-23 |
| 25.3. | Fotex Veszprém SE - ABC Braga          | 24-20 |
| 27.3. | THW Kiel - Elgorriaga Bidasoa          | 24-22 |

| Hold               | Kampe | Mål     | Point |
| ------------------ | ----- | ------- | ----- |
| Elgorriaga Bidasoa | 6     | 154-136 | 8     |
| THW Kiel           | 6     | 151-148 | 6     |
| Fotex Veszprém SE  | 6     | 147-144 | 6     |
| ABC Braga          | 6     | 129-153 | 4     |

#### Gruppe B
| Dato  | Kamp                                    | Res.  |
| ----- | --------------------------------------- | ----- |
| 17.1. | GOG - Croatia Banka Zagreb              | 21-21 |
| 18.1. | Pfadi Winterthur - FC Barcelona         | 29-26 |
| 23.1. | Croatia Banka Zagreb - Pfadi Winterthur | 29-23 |
| 24.1. | FC Barcelona - GOG                      | 35-23 |
| 7.2.  | GOG - Pfadi Winterthur                  | 26-23 |
| 8.2.  | FC Barcelona - Croatia Banka Zagreb     | 26-16 |
| 14.2. | GOG - FC Barcelona                      | 22-22 |
| 14.2. | Pfadi Winterthur - Croatia Banka Zagreb | 30-25 |
| 19.3. | Croatia Banka Zagreb - GOG              | 26-21 |
| 20.3. | FC Barcelona - Pfadi Winterthur         | 35-24 |
| 26.3. | Croatia Banka Zagreb - FC Barcelona     | 21-23 |
| 27.3. | Pfadi Winterthur - GOG                  | 32-23 |

| Hold                 | Kampe | Mål     | Point |
| -------------------- | ----- | ------- | ----- |
| FC Barcelona         | 6     | 167-135 | 9     |
| Pfadi Winterthur     | 6     | 161-164 | 6     |
| Croatia Banka Zagreb | 6     | 138-144 | 5     |
| GOG                  | 6     | 136-159 | 4     |

### Finale
| Dato    | Dato    | Hjemmehold i 1. kamp | Hjemmehold i 2. kamp | Resultat | Resultat | Resultat |
| 1. kamp | 2. kamp | Hjemmehold i 1. kamp | Hjemmehold i 2. kamp | 1. kamp  | 2. kamp  | Samlet   |
| ------- | ------- | -------------------- | -------------------- | -------- | -------- | -------- |
| 20.4.   | 26.4.   | FC Barcelona         | Elgorriaga Bidasoa   | 23-15    | 23-23    | 46–38    |